# Малые Коснары
Ма́лые Косна́ры (чув. Сатиркасси) — деревня в Чебоксарском районе Чувашской Республики. Входит в состав Шинерпосинского сельского поселения.

## География
Находится в северной части Чувашии на расстоянии приблизительно 3 км на восток по прямой от районного центра поселка Кугеси.

## История
Известна с 1858 года, когда в ней было учтено 92 жителя. В 1897 году было учтено 162 жителя, в 1926 — 41 двор, 168 жителей, в 1939—177 жителей, в 1979—127. В 2002 году было 52 двора, в 2010 — 46 домохозяйств. В период коллективизации был образован колхоз «Темешь», в 2010 году действовало ОАО «Гвардеец».

## Население
Постоянное население составляло 92 человека (чуваши 94 %) в 2002 году, 106 в 2010.